# 92 км (колійний пост)
92 кіломе́тр — залізничний колійний пост Одеської дирекції Одеської залізниці на електрифікованій лінії Побережжя — Підгородна між станціями Врадіївка (11 км) та Любашівка (15 км). Розташований неподалік села Болгарка Первомайського району Миколаївської області.

## Пасажирське сполучення
На платформі 92 км зупиняються приміські поїзди сполученням Помічна — Подільськ / Одеса.